# Национална канцеларија за извиђање
Национална канцеларија за извиђање (енгл. National Reconnaissance Office) се налази у Шантилију, Вирџинија, САД. Један је од чланова Обавештајне заједнице САД. То је пројекат који је основан за управљање извиђачким (шпијунским) сателитима од стране Савезне владе САД. Такође, врши се прикупљање и анализа информација из извиђачких авиона и сателита за војну обавештајну службу и Централну обавештајну агенцију. Ова обавештајна агенција се налази у саставу Министарства одбране САД.